# جوني بيرن
جوني بيرن (بالإنجليزية: Johnny Byrne)‏ (13 مايو 1939 في المملكة المتحدة - 27 أكتوبر 1999 في جنوب أفريقيا) هو مدرب كرة قدم ولاعب كرة قدم بريطاني في مركز الهجوم. شارك مع منتخب إنجلترا تحت 21 سنة لكرة القدم ومنتخب إنجلترا لكرة القدم. أما مع النوادي، فقد لعب مع كريستال بالاس ونادي فولهام ووست هام يونايتد ونادي هيلانك ونادي ديربن سيتي وإبسوم وإويل ‏ ونادي غيلفورد سيتي.

## وصلات خارجية
- جوني بيرن على موقع قاعدة بيانات كرة القدم.إي يو (الإنجليزية)
- جوني بيرن على موقع ناشيونال فوتبول تيمز (الإنجليزية)
- جوني بيرن على موقع عالم كرة القدم.نت (الإنجليزية)